# Спиро Личеновски
Спиро Тимотеев Личеновски е български свещеник от Македония.

## Биография
Роден е в Галичник, тогава в Османската империя. Завършва Скопското българско свещеническо училище. При освобождението на Вардарска Македония в 1941 година е председател на Изпълнителния комитет на Българските акционни комитети в Дебър. Назначен е за дебърски екзархийски архиерейски наместник. Италианските окупационни власти оказват силен натиск върху него и през август 1941 година му заповядват да подаде заявление до Албанската православна църква, с което я признава за национална. Служи в църквата „Свети Димитър“ в Скопие. В 1942 година е избран за член на Духовния съвет на Скопско-Велешка епархия. В 1944 година митрополит Софроний Търновски го назначава заедно с Кирил Стояновски и Стоил Давидов във временния епархийски духовен съвет, който да управлява епархията от негово име до установяването на нормална църковна власт.
Синът му Борислав Личеновски е юрист.